# Svenska mästerskapen i friidrott 2017
Svenska mästerskapen i friidrott 2017 var det 122:a svenska mästerskapen i friidrott. Följande deltävlingar genomfördes: 
- SM halvmaraton den 20 maj i Göteborg, arrangör Göteborgs FIF
- SM stafett den 27  till 28 maj på Malmö Stadion i Malmö, arrangör Malmö AI
- SM maraton den 3 juni på Stockholm Marathon i Stockholm, arrangör Hässelby SK och Spårvägens FK
- SM 10 km landsväg den 15 juni i Stockholm (SM-milen)
- SM 100 km landsväg den 7 juli i Borås
- SM lag den 7 juli på Ryavallen i Borås, arrangör IK Ymer
- Friidrotts-SM den 25 till 27 augusti på Hedens IP i Helsingborg, arrangör IFK Helsingborg
- SM i mångkamp den 9 till 10 september på Campusvallen i Linköping, arrangör Linköpings GIF
- SM terräng den 28  till 29 oktober i Flemingsberg

## Medaljörer, resultat

### Herrar
| Gren               | Guld                   | Guld                                                                        | Guld     | Silver                   | Silver                                                                  | Silver   | Brons                    | Brons                                                                       | Brons    |
| 100 meter          | Austin Hamilton        | Malmö AI                                                                    | 10,18    | Henrik Larsson           | IF Göta                                                                 | 10,21    | Tom Kling Baptiste       | Huddinge AIS                                                                | 10,27    |
| 200 meter          | Henrik Larsson         | IF Göta                                                                     | 20,71    | Tom Kling Baptiste       | Huddinge AIS                                                            | 20,75    | Emil von Barth           | Ullevi FK                                                                   | 20,94    |
| 400 meter          | Nick Ekelund Arenander | Malmö AI                                                                    | 47,01    | Joel Groth               | Bollnäs FIK                                                             | 47,36    | Erik Martinsson          | Gefle IF                                                                    | 47,40    |
| 800 meter          | Andreas Kramer         | Sävedalens AIK                                                              | 1:50,46  | Andreas Almgren          | Turebergs FK                                                            | 1:51,53  | Joakim Andersson         | IFK Trelleborg                                                              | 1:51,63  |
| 1 500 meter        | Andreas Almgren        | Turebergs FK                                                                | 3:48,15  | Ali Laaroubi             | Malmö AI                                                                | 3:48,77  | Andreas Kramer           | Sävedalens AIK                                                              | 3:49,31  |
| 5 000 meter        | Daniel Lundgren        | Turebergs FK                                                                | 14:08,35 | Jonas Leanderson (Glans) | Malmö AI                                                                | 14:11,21 | Robin Lindgren           | Örgryte IS                                                                  | 14:13,46 |
| 10 000 meter       | Napoleon Solomon       | Turebergs FK                                                                | 29:07,04 | Robel Fsiha              | Spårvägens FK                                                           | 29:22,31 | Mustafa Mohamed          | Hälle IF                                                                    | 29:54,96 |
| 10 km landsväg     | Robel Fsiha            | Spårvägens FK                                                               | 30:01    | Olle Walleräng           | Spårvägens FK                                                           | 30:14    | Mohammad Reza            | Spårvägens FK                                                               | 30:34    |
| Halvmaraton        | Mustafa Mohamed        | Hälle IF                                                                    | 1:05:18  | Ebba Tulu Chala          | Huddinge AIS                                                            | 1:05:23  | Mikael Ekvall            | Strömstad LK                                                                | 1:05:41  |
| Maraton            | Martin Öhman           | Hässelby SK                                                                 | 2:24:11  | Mustafa Mohamed          | Hälle IF                                                                | 2:24:35  | Anders Fransson          | Rånäs 4H                                                                    | 2:25:08  |
| 100 km landsväg    | André Rangelind        | IF Göta                                                                     | 7:13:51  | Linus Wirén              | IK Ymer                                                                 | 7:47:06  | Mattias Gärdsback        | Hemlingby LK                                                                | 8:01:49  |
| 4 km terräng       | Napoleon Solomon       | Turebergs FK                                                                | 12:14    | Daniel Lundgren          | Turebergs FK                                                            | 12:19    | David Nilsson            | Högby IF                                                                    | 12:27    |
| 12 km terräng      | Napoleon Solomon       | Turebergs FK                                                                | 39:11    | Mikael Ekvall            | Strömstad LK                                                            | 39:47    | John Kingstedt           | Huddinge AIS                                                                | 40:29    |
| 4 km terräng lag   | Turebergs FK           | Napoleon Solomon, Daniel Lundgren, Amanuel Gergis                           | 37:08    | Spårvägens FK            | John Foitzik, Olle Walleräng, Kalle Berglund                            | 37:49    | Hässelby SK              | Andreas Åhwall, Emil Blomberg, Elmar Engholm                                | 38:03    |
| 12 km terräng lag  | Spårvägens FK          | John Foitzik, John Börjesson, Robel Fsiha                                   | 2:03:23  | Hässelby SK              | Andreas Åhwall, Elmar Engholm, Oscar Carlsson                           | 2:04:52  | Hälle IF                 | Robert Alexandersson, Anders Grahl, Patrik Andersson                        | 2:11:54  |
| 110 meter häck     | Anton Levin            | Malmö AI                                                                    | 14,31    | Max Hrelja               | Malmö AI                                                                | 14,31    | Fredrick Ekholm          | Huddinge AIS                                                                | 14,37    |
| 400 meter häck     | Isak Andersson         | Upsala IF                                                                   | 51,17    | William Frobe            | Täby IS                                                                 | 52,05    | Ludvig Hillenfjärd       | Huddinge AIS                                                                | 52,82    |
| 3 000 meter hinder | Napoleon Solomon       | Turebergs FK                                                                | 8:40,47  | Daniel Lundgren          | Turebergs FK                                                            | 8:43,07  | Robin Lindgren           | Örgryte IS                                                                  | 8:46,36  |
| 4 x 100 meter      | Ullevi FK              | Emil von Barth, Patrik Andersson, David Sennung, Adam Denguir               | 40,21    | Hammarby IF              | Desmond Rogo, Jean-Christian Zirgnan, Douglas Hellbratt, Amadou Sussoho | 40,77    | Spårvägens FK            | Jay Drummond, Nil de Oliveira, Fritz Ekane, Dennis Leal                     | 40,83    |
| 4 x 400 meter      | Malmö AI               | Anton Sigurdsson, Viktor Bondesson, Kasper Kadestål, Nick Ekelund-Arenander | 3:11,61  | Ullevi FK                | Martin Astnev, Alexander Lundskog, Alexander Wessen, Dennis Forsman     | 3:11,79  | Huddinge AIS             | Ludvig Hillenfjärd, Anton Nilsson, Christopher Halldén, Alexander Nordkvist | 3:18,20  |
| 4 x 800 meter      | Hässelby SK            | Anton Persson, Rickard Gunnarsson, Gustav Bivstedt, Elmar Engholm           | 7:33,75  | Malmö AI                 | Håkan Runvik, Ali Laaroubi, Jonas Leanderson (Glans), Warsame Doley     | 7:36,30  | Spårvägens FK            | Karim Mohammadi, John Foitzik, Oliver Löfqvist, Johan Svensson              | 7:40,87  |
| 4 x 1 500 meter    | Malmö AI               | Emil Tostrup, Warshame Doley, Jonas Leanderson (Glans), Ali Laaroubi        | 15:73,48 | Spårvägens FK            | Rasmus Bengtsson, Oliver Löfqvist, John Foirzik, William Levay          | 15:38,58 | Hässelby SK              | Erik Djurberg, Emil Blomberg, Joel Durén, Elmar Engholm                     | 15:46,31 |
| Höjdhopp           | Jakob Thorvaldsson     | IFK Lidingö                                                                 | 2,13     | Oskar Lundqvist          | Upsala IF                                                               | 2,11     | Philip Frifelt Lundqvist | IF Göta                                                                     | 2,09     |
| Stavhopp           | Melker Svärd Jacobsson | Örgryte IS                                                                  | 5,45     | Rasmus Carlsson          | KFUM Örebro                                                             | 5,10     | Marcus Nilsson           | Högby IF                                                                    | 4,94     |
| Längdhopp          | Michel Tornéus         | Hammarby IF                                                                 | 7,65     | Andreas Otterling        | IFK Lidingö                                                             | 7,43     | Thobias Nilsson Montler  | Malmö AI                                                                    | 7,40     |
| Tresteg            | Simon Karlén           | IF Göta                                                                     | 16,17    | Daniel Lennartsson       | Örgryte IS                                                              | 15,97    | Moteba Mbumba            | Hässelby SK                                                                 | 15,77    |
| Kula               | Leif Arrhenius         | Spårvägens FK                                                               | 18,90    | Niklas Arrhenius         | Spårvägens FK                                                           | 18,32    | Wictor Petersson         | Malmö AI                                                                    | 17,83    |
| Diskus             | Daniel Ståhl           | Spårvägens FK                                                               | 67,80    | Simon Pettersson         | Upsala IF                                                               | 64,84    | Axel Härstedt            | Malmö AI                                                                    | 60,82    |
| Slägga             | Oscar Vestlund         | IF Göta                                                                     | 71,32    | Mattias Lindberg         | Skellefteå AIK                                                          | 69,24    | Ragnar Carlsson          | Falu IK                                                                     | 65,19    |
| Spjut              | Jiannis Smalios        | Thorengruppen TFC                                                           | 77,05    | Isak Oskarsson           | IFK Växjö                                                               | 70,26    | Gabriel Wallin           | Södertälje IF                                                               | 69,49    |
| Tiokamp            | Fredrik Samuelsson     | Hässelby SK                                                                 | 7 436    | Kevin Fankl              | Ullevi FK                                                               | 7 147    | Andreas Gustafsson       | Falu IK                                                                     | 7 067    |
| Lagtävling         | Hässelby SK            | -                                                                           | 74       | Spårvägens FK            | -                                                                       | 67       | Ullevi FK                | -                                                                           | 63       |

### Damer
| Gren               | Guld               | Guld                                                                          | Guld     | Silver                  | Silver                                                           | Silver   | Brons                       | Brons                                                            | Brons    |
| 100 meter          | Malin Ström        | Bollnäs FIK                                                                   | 11,62    | Isabelle Eurenius       | Spårvägens FK                                                    | 11,64    | Elin Östlund                | KFUM Örebro                                                      | 11,66    |
| 200 meter          | Elin Östlund       | KFUM Örebro                                                                   | 23,44    | Malin Ström             | Bollnäs FIK                                                      | 23,76    | Matilda Hellqvist           | Ullevi FK                                                        | 23,81    |
| 400 meter          | Lisa Duffy         | Hässelby SK                                                                   | 53,44    | Matilda Hellqvist       | Ullevi FK                                                        | 53,66    | Josefin Magnusson           | Malmö AI                                                         | 54,30    |
| 800 meter          | Meraf Bahta        | Hälle IF                                                                      | 2:07,29  | Hanna Hermansson        | Turebergs FK                                                     | 2:08,10  | Isabella Andersson          | Turebergs FK                                                     | 2:09,76  |
| 1 500 meter        | Meraf Bahta        | Hälle IF                                                                      | 4:18,25  | Hanna Hermansson        | Turebergs FK                                                     | 4:18,58  | Isabella Andersson          | Turebergs FK                                                     | 4:19,71  |
| 5 000 meter        | Linn Nilsson       | Hälle IF                                                                      | 16:13,05 | Maria Larsson           | Örgryte IS                                                       | 16:19,81 | Sara Christiansson          | Sävedalens AIK                                                   | 16:36,30 |
| 10 000 meter       | Charlotta Fougberg | Ullevi FK                                                                     | 35:13,97 | Hanna Lindholm          | Huddinge AIS                                                     | 35:17,33 | Malin Strand                | Sävedalens AIK                                                   | 35:26,35 |
| 10 km landsväg     | Lisa Ring          | IK NocOut.se                                                                  | 34:49    | Sara Holmgren           | Sävedalens AIK                                                   | 35:34    | Ida Nilsson                 | Högby IF                                                         | 35:43    |
| Halvmaraton        | Malin Strand       | Sävedalens AIK                                                                | 1:17:53  | Ida-Maria Nicklasson    | Finspångs AIK                                                    | 1:18:06  | Johanna Bäcklund            | Runacadamy IF                                                    | 1:18:30  |
| Maraton            | Mikaela Larsson    | Spårvägens FK                                                                 | 2:42:11  | Lisa Ring               | IK NocOut.se                                                     | 2:43:14  | Charlotte Karlsson          | Hässelby SK                                                      | 2:45:21  |
| 100 km landsväg    | Frida Södermark    | Tjalve IF                                                                     | 7:58:38  | Petra Skiöld            | Björnstorps IF                                                   | 8:13:25  | Jennifer Honek              | IF Linnéa                                                        | 8:47:53  |
| 4 km terräng       | Meraf Bahta        | Hälle IF                                                                      | 14:02    | Sara Christiansson      | Sävedalens AIK                                                   | 14:07    | Samrawit Mengsteab          | Hälle IF                                                         | 14:18    |
| 8 km terräng       | Meraf Bahta        | Hälle IF                                                                      | 29:47    | Samrawit Mengsteab      | Hälle IF                                                         | 30:01    | Sara Holmgren               | Sävedalens AIK                                                   | 30:10    |
| 4 km terräng lag   | Hälle IF           | Meraf Bahta, Samrawit Mengsteab, Linn Nilsson                                 | 42:51    | Sävedalens AIK          | Sara Christiansson, Sara Holmgren, Elin Borglund                 | 44:00    | Örgryte IS                  | Maria Larsson, Ronja Fjellner, Frida Kristiansson                | 44:12    |
| 8 km terräng lag   | Hälle IF           | Meraf Bahta, Samrawit Mengsteab, Linn Nilsson                                 | 1:30:53  | Örgryte IS              | Maria Larsson, Ronja Fjellner, Frida Kristiansson                | 1:34:44  | Runacademy IF               | Johanna Bäcklund, Amanda Nekby, Malin Starfelt                   | 1:36:05  |
| 100 meter häck     | Elin Westerlund    | Spårvägens FK                                                                 | 13,72    | Amanda Hansson          | Hässelby SK                                                      | 13,81    | Sofia Mossberg              | Falu IK                                                          | 14,06    |
| 400 meter häck     | Hanna Palmqvist    | Mölndals AIK                                                                  | 58,68    | Johanna Holmén Svensson | Ullevi FK                                                        | 58,94    | Alice Svantesson            | Ullevi FK                                                        | 60,38    |
| 3 000 meter hinder | Maria Larsson      | Örgryte IS                                                                    | 9:58,59  | Linn Söderholm          | Sävedalens AIK                                                   | 10:17,92 | Amélie Svensson             | Sävedalens AIK                                                   | 10:21,61 |
| 4 x 100 meter      | Spårvägens FK      | Gladys Bamane, Isabelle Eurenius, Elin Westerlund, Moa Hjelmer                | 45,82    | Ullevi FK               | Malin Roth, Matilda Hellqvist, Estelle Montler, Denise Eriksson  | 46,33    | Hässelby SK                 | Sara Kviberg, Rebecca Larsson, Jessica Östlund, Caroline Larsson | 47,00    |
| 4 x 400 meter      | Ullevi FK          | Johanna Holmén-Svensson, Alice Svantesson, Matilda Hellqvist, Ebba Svantesson | 3:42,76  | Hässelby SK             | Jenny Wingqvist, Sofia Johnsson, Lovisa Bivstedt, Ztella Krywult | 3:50,76  | Täby IS                     | Caroline Kihlblom, Sofia Hultgren, Ida Holm, Linnéa Frobe        | 3:54,17  |
| 4 x 800 meter      | Sävedalens AIK     | Lisa Bergdahl, Sara Christiansson, Linn Söderholm, Gaël de Coninck            | 8:54,80  | Täby IS                 | Helena Kolte, Karin Olsson, Emilia Bentayeb, Ida Holm            | 9:37,68  | Mölndals AIK                | Elin Brink, Julia Törnblad , Alice Greberg, Sara Gunnarsson      | 9:45,40  |
| 3 x 1 500 meter    | Sävedalens AIK     | Linn Söderholm, Sara Christiansson, Sara Holmgren                             | 13:35,19 | Spårvägens FK           | Frida Aspnäs, Malin Liljestedt, Elina Johansson                  | 13:56,51 | Mölndals AIK                | Alice Greberg, Johanna Anvell, Elin Brink                        | 14:35,91 |
| Höjdhopp           | Sofie Skoog        | IF Göta                                                                       | 1,87     | Erika Kinsey            | Trångsvikens IF                                                  | 1,85     | Maja Nilsson                | Motala AIF                                                       | 1,82     |
| Stavhopp           | Michaela Meijer    | Örgryte IS                                                                    | 4,60     | Annika Jönsson          | IFK Helsingborg                                                  | 4,13     | Hanna Jansson               | Ullevi FK                                                        | 4,01     |
| Längdhopp          | Khaddi Sagnia      | Ullevi FK                                                                     | 6,47     | Kaiza Karlén            | KFUM Arvika                                                      | 6,39     | Malin Marmbrandt            | Västerås FK                                                      | 6,31     |
| Tresteg            | Aina Griksaite     | Spårvägens FK                                                                 | 13,70    | Malin Marmbrandt        | Västerås FK                                                      | 13,24    | Madeleine Nilsson           | Gefle IF                                                         | 13,10    |
| Kula               | Fanny Roos         | Athletics 24Seven SK                                                          | 17,64    | Amanda Malmehed         | IF Göta                                                          | 15,24    | Sara Lennman                | Katrineholms SK                                                  | 14,82    |
| Diskus             | Vanessa Kamga      | Upsala IF                                                                     | 53,78    | Fanny Roos              | Athletics 24Seven SK                                             | 53,71    | Anna Karlsson               | Motala AIF                                                       | 51,29    |
| Slägga             | Ida Storm          | Malmö AI                                                                      | 65,61    | Marinda Petersson       | Malmö AI                                                         | 65,58    | Emma Thor                   | Turebergs FK                                                     | 62,15    |
| Spjut              | Sofi Flink         | Västerås FK                                                                   | 58,29    | Malin Haglund           | Ullevi FK                                                        | 56,06    | Elisabeth (Höglund) Lithell | KFUM Örebro                                                      | 51,49    |
| Sjukamp            | Bianca Salming     | Turebergs FK                                                                  | 5 883    | Lovisa Östervall        | Upsala IF                                                        | 5 489    | Malin Skogström             | Hässelby SK                                                      | 5 286    |
| Lagtävling         | Spårvägens FK      | -                                                                             | 76       | Hässelby SK             | -                                                                | 70       | Ullevi FK                   | -                                                                | 69       |

### Fotnoter
1. ↑  ”Resultatarkiv hos friidrott.se”. friidrott.se. Arkiverad från originalet den 25 augusti 2017. https://web.archive.org/web/20170825192821/http://www.friidrott.se/rs/resultat.aspx?page=results&year=2017&type=2. Läst 25 augusti 2017.
2. 1 2 3 4 5 6 7 8 9 10 11 12 13 14 15 16 17 18 19 20 21 22 23 24 25 26 27 28 29 30 31 32 33 34 35 36  ”Stora SM 2017”. trackandfield.se. http://www.trackandfield.se/resultat/2017/170825_27.htm. Läst 1 oktober 2017.
3. 1 2  ”SM 10 km landsväg 2017”. marathon.se. http://www.marathon.se/racetimer?v=/sv/race/show/3727%3Flayout%3Dmarathon. Läst 25 augusti 2017.
4. 1 2  ”Resultat Göteborgsvarvet 2017 - Svenska mästerskap”. goteborgsvarvet.se. http://results.goteborgsvarvet.se/resultat/2017/. Läst 25 augusti 2017.
5. 1 2  ”SM i marathon 2017”. marathongruppen.se. https://registration.marathongruppen.se/ResultList.aspx?LanguageCode=sv&RaceId=51. Läst 25 augusti 2017.
6. 1 2  ”SM 100 km landsväg 2017”. sok-knallen.se. http://sok-knallen.se/wp-content/uploads/2016/12/Resultat-SM-100-km-Bor%C3%A5s-2017.xls. Läst 25 augusti 2017.
7. 1 2  ”Terräng-SM 2017, dag 1 ind”. Neptron Timer. Arkiverad från originalet den 15 augusti 2019. https://web.archive.org/web/20190815114307/http://neptrontiming-development.azurewebsites.net/#/terrangsmdag12017/. Läst 13 november 2017.
8. 1 2  ”Terräng-SM 2017, dag 2 ind”. Neptron Timer. Arkiverad från originalet den 15 augusti 2019. https://web.archive.org/web/20190815114307/http://neptrontiming-development.azurewebsites.net/#/terrangsmdag22017/. Läst 13 november 2017.
9. 1 2  ”Terräng-SM 2017, dag 1 lag”. Neptron Timer. Arkiverad från originalet den 15 augusti 2019. https://web.archive.org/web/20190815114307/http://neptrontiming-development.azurewebsites.net/#/terrangsmdag12017/teams. Läst 13 november 2017.
10. 1 2  ”Terräng-SM 2017, dag 2 lag”. Neptron Timer. Arkiverad från originalet den 15 augusti 2019. https://web.archive.org/web/20190815114307/http://neptrontiming-development.azurewebsites.net/#/terrangsmdag22017/. Läst 13 november 2017.
11. 1 2 3 4 5 6 7 8  ”Stafett-SM 2017”. mai.se. http://mai.se/download/Resultatlista_Stafett-SM-2017.pdf. Läst 25 augusti 2017.
12. 1 2  ”Sammanställning Mångkamps-SM i Linköping 2017-09-09	- 10”. lgif.se. Arkiverad från originalet den 2 oktober 2017. https://archive.is/20171002113619/http://www.lgif.se/globalassets/linkopings-gif---friidrott/dokument/tavlingar/2017/sm-mangkamp/sm-mangkampny1.pdf. Läst 1 oktober 2017.
13. 1 2  ”Lag-SM 2017”. Arkiverad från originalet den 4 augusti 2017. https://web.archive.org/web/20170804173444/http://212.247.216.72/friidrott/LagSM17/resultat.php. Läst 25 augusti 2017.